# Patreon

Patreon er en  offentlig finansieringsplatform, baseret i San Francisco. 
Platformen bruges især af kunstnere og kunsthåndværkere, men også af andre selvstændige inden for kreative erhverv. Ved at invitere folk til at sende penge via Patreon, kan skabere få økonomisk støtte til at producere kunst eller andet indhold. Den økonomiske støtte kan ydes løbende, som en abonnementsordning, eller hver gang den relevante kreatør lægger nyt indhold op i en digital kanal.  Firmaet Patreon blev etableret af musikeren Jack Conte og udvikleren Sam Yam i 2013. Patreon har vært omtalt i Forbes, Billboard, og Time magazine.